# Fenokopia
Fenokopia − nietypowa cecha organizmu powstała pod wpływem warunków środowiska, wynikająca z tego, że w sytuacjach „normalnych” taka cecha nie mogłaby się wykształcić. Nie jest dziedziczna, ale może wykształcać się w warunkach „normalnych” w przypadku kojarzenia ze sobą posiadaczy alleli odpowiedzialnych za cechę poprzez kumulację alleli w genotypach.